# Régence de Marie-Christine de Bourbon
Ne doit pas être confondu avec Régence de Marie-Christine d'Autriche.

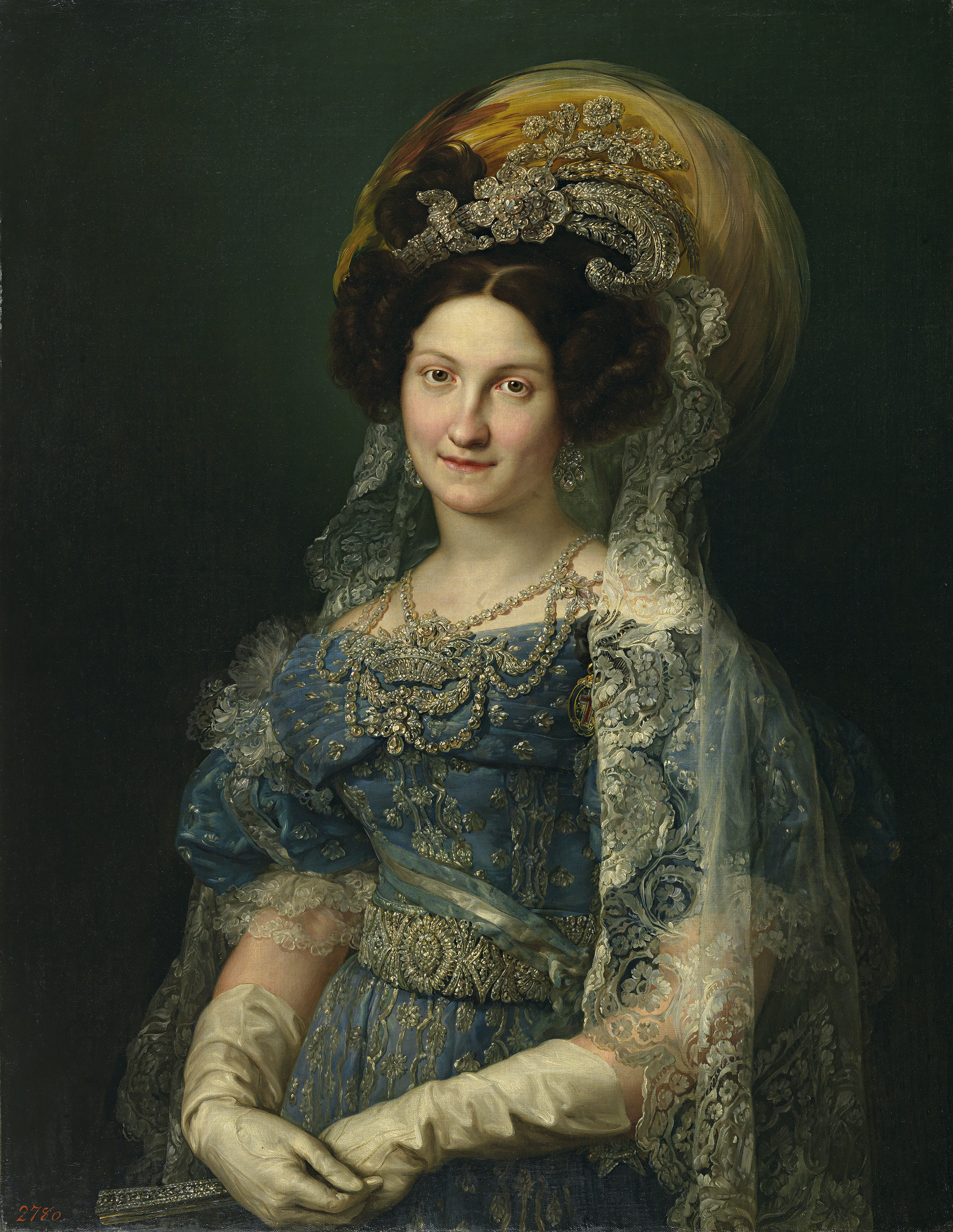
Portrait de Marie-Christine de Bourbon-Siciles par Vicente López.

La régence de Marie-Christine de Bourbon est la période de l’histoire politique de l’Espagne faisant suite au règne de Ferdinand VII, après la mort de ce dernier en septembre 1833, et précédant la régence d'Espartero, où la régence du royaume fut assumée par le général Baldomero Espartero à partir de 1840. Au cours de cette période, la reine Isabelle II étant mineure, les fonctions de la couronne furent assumées par sa mère Marie-Christine de Bourbon-Siciles, veuve du roi défunt.
Au cours de la régence, Marie-Christine dut faire face à la première guerre carliste déclenchée par les partisans de l’infant Charles de Bourbon, frère du roi défunt et prétendant légitimiste au trône d’Espagne, qui ne reconnaissaient pas comme monarque la jeune Isabelle. Pour contrer les carlistes, défenseurs de l’absolutisme, la régente du faire des concessions au libéraux, qui appuieraient en échange la cause isabelline. Les réformes menées entre 1835 et 1837 mirent un terme à l’Ancien Régime et à la monarchie absolue. Après le Triennat modéré de 1837-1840 et le triomphe de l’armée gouvernementale dans la guerre carliste, les progressistes menèrent une révolution qui obligea Marie-Christine à prendre l’exil, la régence étant alors assumée par le général Espartero.

## Contexte: fin du règne de Ferdinand VII et conflit de succession (1830-1833)

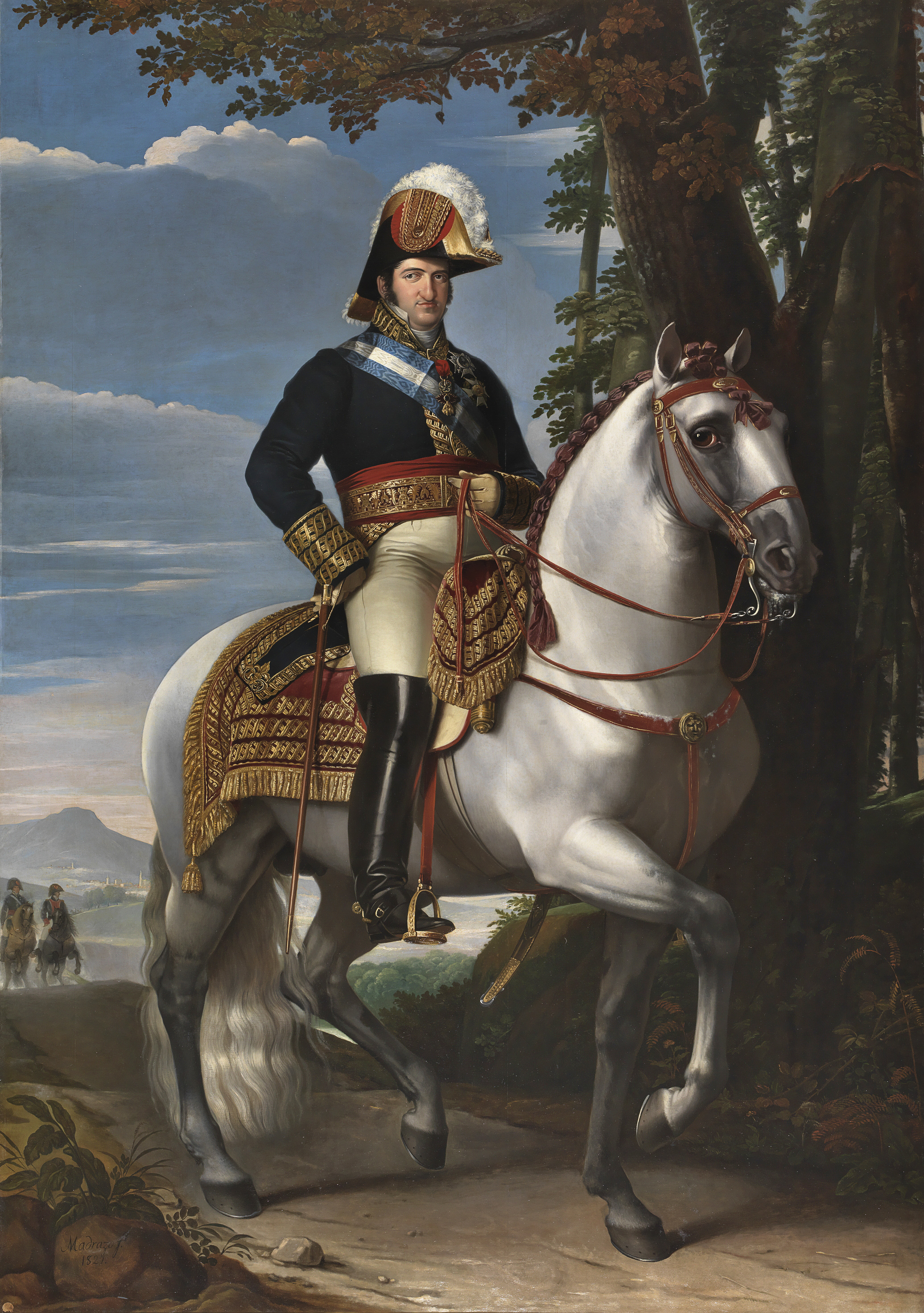
Portrait équestre de Ferdinand VII en 1821.

Ainsi, comme au cours du Triennat libéral (1820-1823) s’était produite une scission des libéraux entre « modérés » et « exaltés », durant la seconde restauration de l’absolutisme — la dite Décennie abominable, qui constitua la dernière période du règne de Ferdinand VII — ce furent les absolutistes qui se divisèrent entre « réformistes » — partisan d’« adoucir » l'absolutisme en suivant les avertissements de la Quadruple Alliance et de la France de la Restauration — — dont l’intervention militaire avait mis fin à la brève expérience de monarchie constitutionnelle du Triennat libéral — et les « ultras » […], qui défendaient la restauration complète de l’absolutisme, incluant le rétablissement de l’Inquisition que Ferdinand VII, sous la pression des puissances européennes, n’avait pas réinstitué après son abolition par les libéraux au cours du Triennat. Les ultras — également appelés « apostoliques », « ultra-royalistes » ou « ultra-absolutistes » — avaient dans le frère du roi, Charles de Bourbon — Carlos de Borbón, héritier du trône car Ferdinand VII, après trois mariages, n’avait pas réussi à avoir de descendance —, leur principal protecteur, raison pour laquelle on les appela quelquefois « carlistes ».

### Pragmatique Sanction et naissance d’Isabelle
Après la mort soudaine de sa troisième épouse Marie-Josèphe de Saxe le 19 mai 1829, le roi annonça quatre mois plus tard — le 26 septembre — qu’il allait se marier de nouveau,,,, avec la princesse napolitaine Marie-Christine de Bourbon-Siciles, sa nièce de 22 ans moins âgée,. Ils se marièrent par procuration le 9 décembre — le mariage fut ratifié le 11 — et le 31 mars suivant, le monarque rendait publique la Pragmatique Sanction de 1789 (es) approuvée au début du règne de son père Charles IV qui abolissait le règlement de succession de 1713 (es) qui avait établi en Espagne la loi salique, qui interdisait aux femmes de prétendre à la succession au trône. Ainsi, Ferdinand VII s’assurait que, s’il parvenait enfin à avoir une descendance, son fils ou sa fille lui succèderait.
Début mai 1830, un mois après la promulgation de la Pragmatique, la grossesse de Marie-Christine fut annoncée et le 10 octobre naquit une enfant, Isabelle II, si bien que l’infant Charles de Bourbon fut privé de la succession qui jusque là lui incombait, à la grande consternation de ses partisans ultra-absolutistes, déjà désignés comme « carlistes »,,. Selon Juan Francisco Fuentes, « il est très possible que l’empressement du roi pour résoudre le problème successoral ait à voir avec ses doutes sur le rôle que jouait ces derniers temps son frère don Carlos […]. Ses problèmes de santé continus et son vieillissement prématuré — en 1829 il avait 45 ans — durent le persuader qu’il ne lui restait guère de temps. Selon son médecin, Ferdinand fit en privé cette confession inéquivoque : "Il faut que je me marie dès que possible" ».

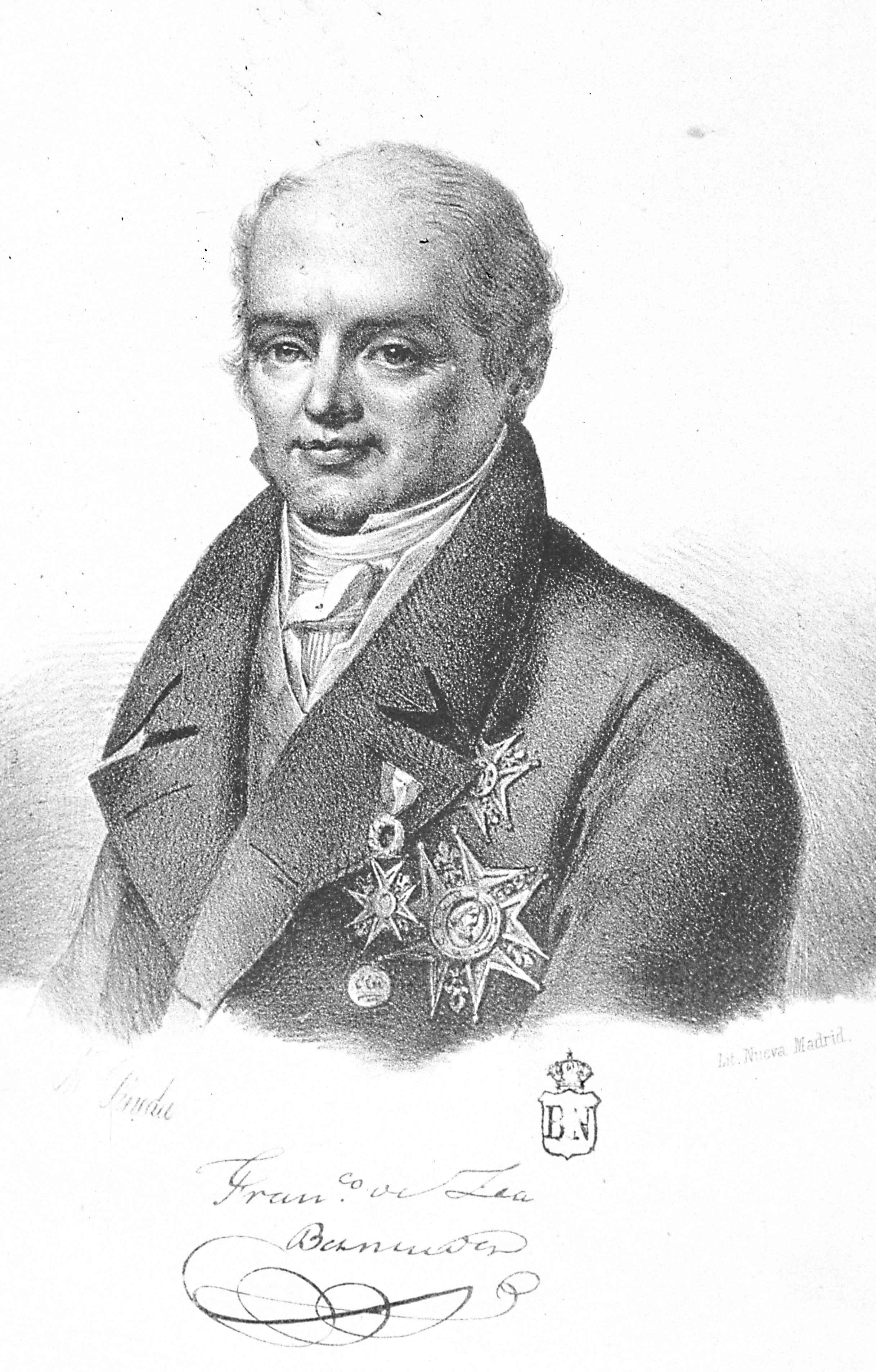
Francisco Cea Bermúdez, absolutiste réformiste, nouveau secrétaire du Bureau d’État à partir d’octobre 1832, après les événements de La Granja.

### Événements de La Granja de septembre 1832
Les carlistes, qui furent pris par surprise par la publication de la Pragmatique de 1789, ne se résignèrent néanmoins pas à ce que la très jeune Isabelle devînt la future reine et tentèrent de profiter de l’occasion de l’aggravation de l'état de santé de Fernando VII — qui se trouvait convalescent au palais royal de la Granja de San Ildefonso (province de Ségovie) le 16 septembre 1832 —. Son épouse la reine Marie-Christine, sous la pression des ministres « ultras » — le comte de La Alcudia et Calomarde — et de l’ambassadeur du royaume de Naples — soutenu par l'ambassadeur autrichien, qui manigance dans l’ombre —,, et trompée par ces derniers qui lui assurèrent que l'armée ne l'appuierait pas dans sa régence lorsque mourrait le roi, et cherchant à éviter une guerre civile comme elle l’assura postérieurement, influença son époux afin qu’il révocât la Pragmatique Sanction du 31 mars 1830. Le 18 septembre, le roi signa l’annulation de la loi salique,. De façon inattendue, le roi retrouva toutefois la santé et destitua son gouvernement le 1er octobre. Le 31 décembre il annulait dans un acte solennel le décret dérogatoire qui n’avait jamais été publié — le roi l’ayant signé à condition qu'il n’apparaisse pas dans le bulletin officiel La Gaceta de Madrid jusqu’à sa mort — mais que les carlistes s’étaient chargés de divulguer. Ainsi, la princesse Isabelle, âgée de deux ans, devenait de nouveau héritière au trône,,,,.

### Gouvernement de Cea Bermúdez: réformes, amnistie et conflit
Le nouveau gouvernement nommé le 1er octobre 1832, mené par l’absolutiste réformiste Francisco Cea Bermúdez au poste de secrétaire du Bureau d’État, et dont les ultras avaient été écartés, prit immédiatement une série de mesures pour favoriser un rapprochement des libéraux modérés ; c’est ainsi que fut entamée une transition politique, qui se poursuivrait après la mort du roi lors de la régence de Marie-Christine. Les universités, fermées par le ministre Calomarde pour éviter la « contagion » de la révolution de juillet en France rouvrirent et fut promulguée une amnistie qui permettait le retour en Espagne d'une bonne partie des libéraux exilés. De plus, le gouvernement créa le 5 novembre le nouveau Ministère de l'Équipement général du Royaume (« Ministerio de Fomento General del Reino »), un projet « réformiste » qui avait rencontré le refus des « ultras » pendant deux années. Enfin, le 10 novembre il destitua cinq capitaines généraux ultra-absolutistes partisans de l'infant Charles par d'autres adeptes du gouvernement, qui reçurent l'ordre de contrôler — et de désarmer si cela s'avérait nécessaire — les volontaires royalistes.
Après leur mise à l'écart du pouvoir, les ultra-absolutistes, s'appuyant sur le corps des Volontaires royalistes, s’affrontèrent avec le nouveau gouvernement. Le frère du roi refusa de prêter serment d’allégeance à Isabelle comme princesse des Asturies et héritière au trône d’Espagne, raison pour laquelle le roi l'obligea à abandonner le pays. Ainsi, le 16 mars 1833, Charles de Bourbon et sa famille partirent au Portugal. Quelques mois plus tard mourait Ferdinand VII et commençait la première guerre carliste, guerre pour la succession à la couronne entre les partisans d'Isabelle et sa mère, et les « carlistes », partisans de son oncle Charles.

## Transition politique et guerre civile (1833-1835)

### Début de la guerre carliste

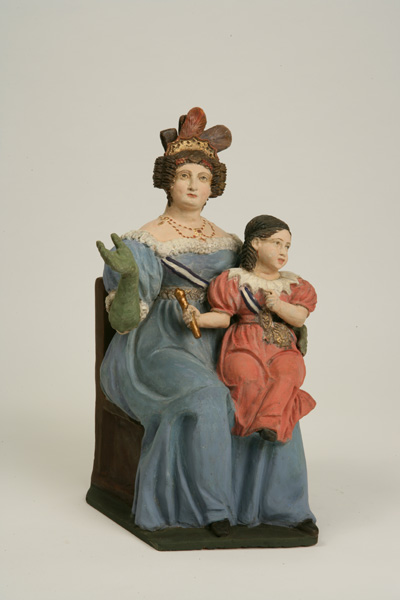
Figurine contemporaine (1834) de Marie-Christine portant dans ses bras Isabelle II.

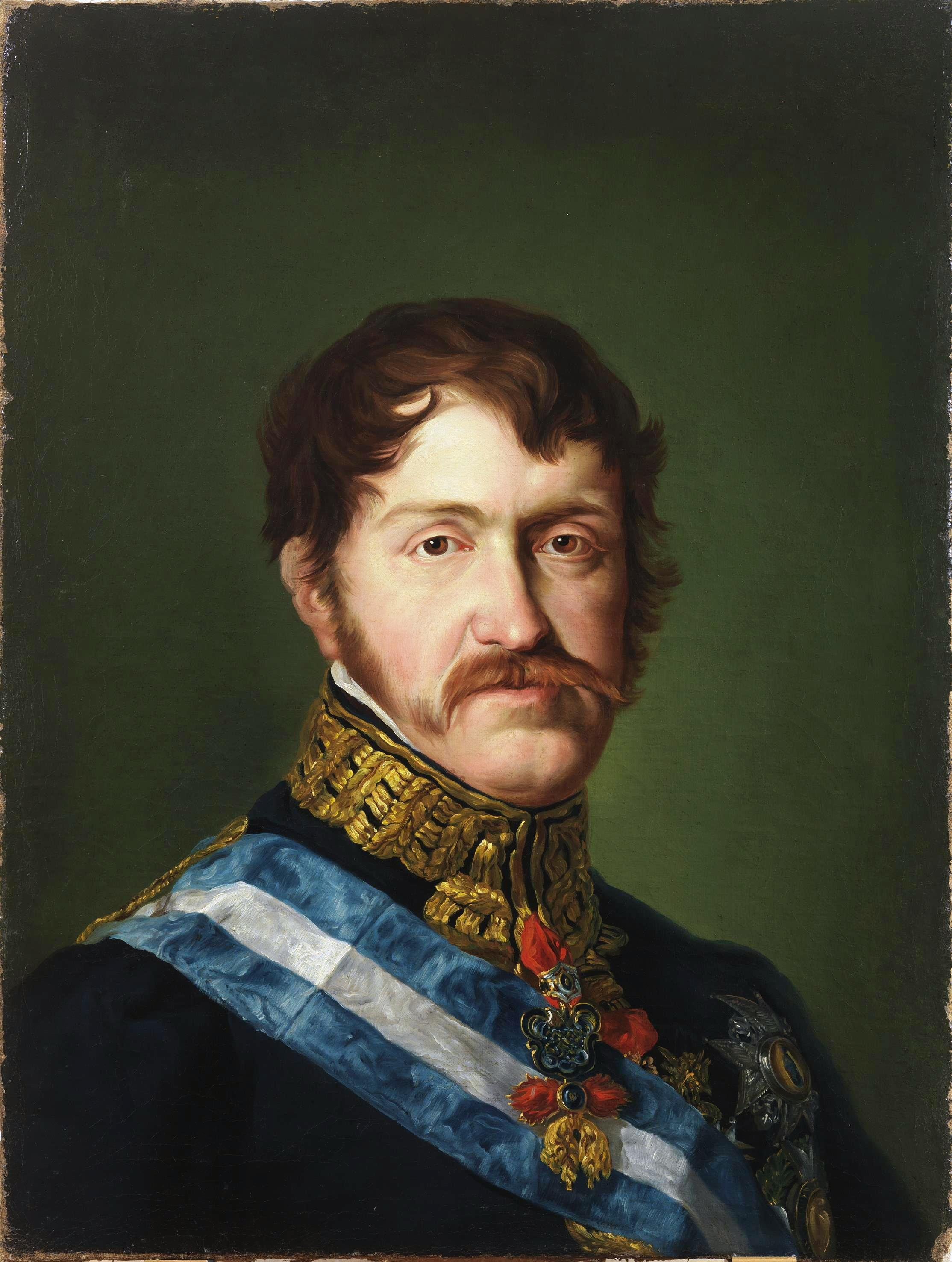
L’infant Charles de Bourbon, prétendant carliste.

Le 1er octobre 1833, Charles de Bourbon, frère du roi Ferdinand VII récemment décédé, s’auto-proclama roi d’Espagne sous le nom de Charles V, sans reconnaître sa nièce Isabelle comme nouvelle reine ni sa mère Marie-Christine de Bourbon-Siciles comme régente — c’est-à-dire reine en fonction —, ainsi que l’avait établi le testament du roi défunt. Don Carlos — comme l'appelaient ses partisans — lança son appel depuis Abrantes, au Portugal, à travers un manifeste dans lequel, après avoir manifesté sa douleur pour la mort de son frère et demander « à Dieu de lui donner sa sainte gloire », il affirme, « loin de convoiter des biens caducs », ne pas avoir pour ambition de prendre le trône « mais la religion, l’observance et le respect de la loi fondamentale de succession et la singulière obligation de défendre les droits de mes fils et de tous mes aimés consanguins, me forcent à soutenir et défendre le couronne de l’Espagne »
Deux jours plus tard se produisit le premier soulèvement carliste à Talavera de la Reina (province de Tolède), mené par l’administrateur de Correos et les volontaires royalistes de la localité. Au cours des semaines suivantes, les partisans de Charles organisèrent des milices dans différentes zones, dont l’origine remontait souvent aux partidas realistas du Triennat libéral et aux milices ultra-absolutistes actives durant la Décennie abominable. Cependant, cette insurrection éparpillée, faisant usage des tactiques de la guérilla, devint une guerre civile — la première guerre carliste — après que tout au long de 1834 les milices devinrent une véritable armée, grâce à l’incorporation de militaires professionnels, parmi lesquels émergea rapidement la figure de Tomás de Zumalacárregui. Dès lors, le carlisme représenta une menace militaire rassemblant environ 40 000 combattants et faisant face à environ 45 000 de l’armée régulière — dont la majorité des officiers étaient restés fidèles à la régente et à la reine Isabelle II, alors âgée de trois ans —.
Toutefois, la guerrre carliste fut beaucoup plus qu’un simple conflit dynastique. Ce qui était en jeu était en réalité le type de régime politique et social qui devrait régir l'Espagne. Les rangs carlistes étaient formés des absolutistes « intransigeants », qui avaient surgi dans la dernière décennie du règne de Ferdinand VII — avec des épisodes comme la régence d'Urgell (1822) ou la guerre des Mécontents (1827) — tandis que les partisans d’Isabelle et Marie-Christine regroupaient les absolutistes « réformistes », qui très vite, face à la persistence du soulèvement carliste — spécialement au Pays basque et en Navarre, mais aussi en Catalogne, en Aragon et au Pays valencien —, durent chercher l’appui des modérés, dont un grand nombre étaient revenus d’exil grâce à l’amnistie approuvée en octobre 1832, après les événements de La Granja.

### Remplacement de Cea Bermúdez par Martínez de la Rosa — Statut royal de 1834

#### Immobilisme ou réformisme: Javier de Burgos et Martínez de la Rosa
La régente Marie-Christine confirma dans son poste à la tête du gouvernement l’absolutiste réformiste Cea Bermúdez. Celui-ci devait poursuivre la politique de despotisme éclairé, pour éviter des changements politiques en profondeur qui mettraient fin au pouvoir absolu du roi et l’« ordre traditionnel ». Comme l’exprima la régente dans un manifeste, écrit par Cea et rendu public le 4 octobre : 

« J’ai la plus intime satisfaction que ce soit un devoir pour moi de conserver intact le dépôt de l’autorité royale que l’on m’a confié. Je maintiendrai religieusement la forme et les lois fondamentales de la Monarchie, sans admettre d’innovations périlleuses [qui], bien que séduisantes dans un premier temps, [ont] déjà excessivement [été] éprouvées pour notre malheur. La meilleure forme de gouvernement d’un pays est celle à laquelle il est accoutumé. »

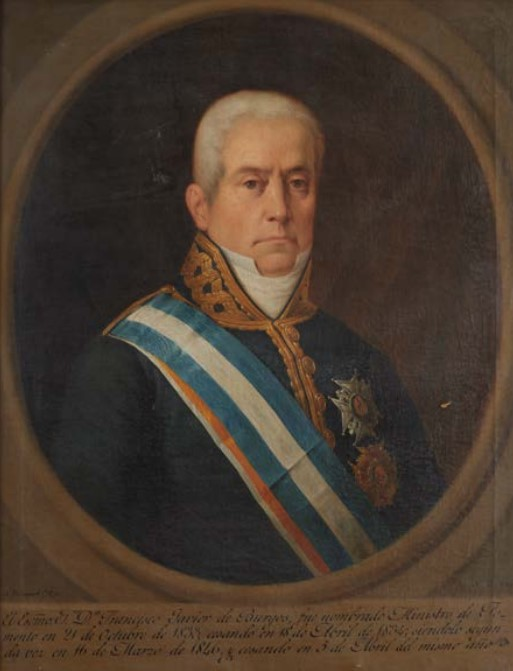
Gravure représentant Javier de Burgos.

Face au virage immobiliste de Cea Bermúdez — qui estimait qu’avec l’amnistie bien assez de concessions avaient été faites au libéraux —, Javier de Burgos, un afrancesado qui depuis le 21 octobre occupait le nouveau ministère de l’Équipement (Fomento), menait le secteur du gouvernement partisan d’aller plus loin dans l’ouverture politique et de mener à terme une « réforme d’en haut » qui démantèlerait certains éléments de l’Ancien Régime et qui, sans remettre en question les pouvoirs absolus de la Couronne, introduirait un certain système représentatif. De Burgos fut précisément à l’origine de la mesure la plus marquante de ce gouvernement, qui aurait de grandes répercussions historiques : la nouvelle division provinciale de l’Espagne, aprouvée par décret royal le 30 novembre 1833 et qui « assit les bases de l’Administration publique espagnole » qui serait à la base de la centralisation de l’État libéral dans le pays.
Il apparaissait de plus en plus évident que des réformes administratives seules ne suffiraient pas à faire face à la menace du carlisme — et, secondairement, des libéraux de retour d'exil —, à cause notamment du déficit croissant dans le budget de l’État et l’augmentation de la dette publique. Le 25 décembre 1833, le capitaine général de Catalogne, Manuel Llauder, dont la politique préventive de désarmement des volontaires royalistes — formés selon lui « de la classe le plus abjecte de la populace » — avait retardé la participation de la région à la révolte carliste, envoya un manifeste à la régente en la pressant de destituer l’inopérant Cea Bermúdez, proposition qui fut appuyée par le capitaine général de Vieille-Castille, Vicente Jenaro de Quesada. Suivant ses recommandations, Marie-Christine destitua Cea le 15 janvier 1834 et le remplacé par le libéral modéré Francisco Martínez de la Rosa, qui maintint de Burgos à son ministère.
Ce fut précisément ce dernier qui, le nouveau gouvernement tout juste formé, commença la « réforme depuis le haut » à travers les larges compétences de son ministère. Il mit ainsi en pratique le programme économique libéraliste qu’il avait défini fin 1833 dans les instructions aux sous-délégués de Fomento (futurs gouverneurs civils). Le 20 janvier 1834, il promulgua un décret qui implanté la liberté d’industrie et supprimait le monopole de l’activité artisanales dont jouissaient les gremios (corporations remontant à l’époque médiévale). Ces derniers furent maintenus dans un premier temps afin que ses membres puissent continuer de coopérer dans leurs activités ; certains de leurs aspects, comme l’apprentissage et les examens d’entrée furent maintenus. Les gremios furent définitivement dissous deux ans plus tard, après le triomphe de la révolution libérale. Un autre décret, du 29 octobre, établissait la liberté de commerce. Il fut précédé le 20 du même mois d’un autre qui mettait fin aux ordonnances qui limitaient l’activité des éleveurs. Toutes ces mesures répondait aux « aspirations de certains secteurs économiques qui deviendront le potentiel substrat sociologique d’appui au régime, parmi lesquels commerçants, hommes d’affaires ou cultivateurs, pour qui la libéralisation économique, la formation du marché national et la disparition des entraves juridiques de l'Ancien Régime était une question indispensable ».

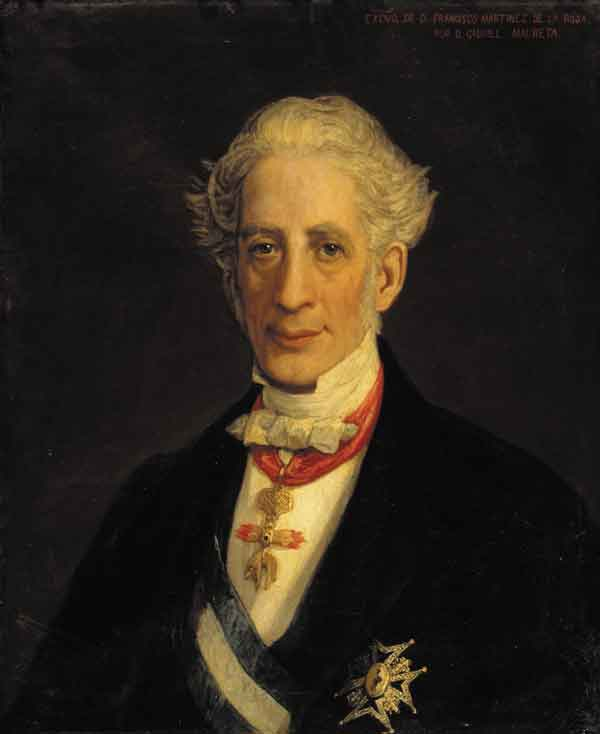
Francisco Martínez de la Rosa, sur un tableau conservé à l’Athénée de Madrid.

#### Statut royal de 1834
Sur le terrain politique, le projet du gouvernement de Martínez de la Rosa, appuyé par Javier de Burgos, fut d’entamer une transition de l’absolutisme vers un régime représentatif qui, selon les mots du marquis de Miraflores — un autre modéré —, consister à « suivre le chemin des réformes commencées, mais sans essayer le moins du monde de variation des formes de gouvernement ». De la sorte, le gouvernement prétendait résoudre la contradiction existante au sein du camp des partisans de Marie-Christine (les cristinos) : qu’une monarchie absolue cherche l’appui des libéraux qui prétendaient la transformer en une monarchie constitutionnelle. La pièce maîtresse de cette stratégie réformiste fut la promulgation le 19 avril 1834 du Statut royal, une sorte de charte octroyée (es) — sur le modèle de la Charte constitutionnelle de 1814 de la France — par laquelle on créait de nouvelles Cortes, à mi-chemin entre celles d’Ancien Régime et les libérales, car elles étaient formées de deux chambres : un ordre des Pairs (es) — ou chambre haute, sur le modèle de la Chambre des Lords britannique —, dont les membres n’étaient pas élus mais choisis par la Couronne au sein de la noblesse et des détenteurs d’une importante fortune, et un ordre des Procureurs (es) — ou chambre basse, à l’imitation de la Chambre des communes britannique —, dont les membres étaient élus via un suffrage censitaire très restreint, avec un nombre d’électeurs d’un peu plus de 16 000 pour une population totale d’approximativement 12 millions d’habitants.
Le Statut royal n’était pas une Constitution, entre autres raisons parce qu’il n’émanait pas de la souveraineté nationale, mais de la souveraineté du monarque absolu, qui limitait ses pouvoirs par sa volonté propre — suivant le modèle de la monarchie restaurée en France après Napoléon avec Louis XVIII et sa Charte de 1814 —. Avec le Statut royal on prétendait satisfaire toutes les parties du conflit, absolutistes comme libéraux. Toutefois les premiers la rejetèrent et les seconds le trouvèrent si restrictif que seuls les plus conservateurs d’entre eux l’acceptèrent. De plus, sa base sociale était très limitée, les personnes disposant du droit de vote représentant seulement autour de 0.13 % de la population espagnole. Le Statut était « le degré de représentation que la Couronne était prête à consentir et le degré d’ouverture dont les libéraux modérés ou les secteurs réformistes étaient prêts à se satisfaire. On institutionnalisait ainsi la transition ».

#### Alliance internationale contre le carlisme et le miguelisme
D’autre part, en avril 1834, vers les mêmes dates où fut promulgué le Statut royal, le Gouvernement de Martínez de la Rosa parvint à réunir un important soutien international face à la menace du carlisme avec la signature du traité de la Quadruple-Alliance entre l’Espagne, le Portugal, le Royaume-Uni et la France. En vertu de celui-ci, les deux derniers s’engageaient à collaborer dans la lutte que l’Espagne et le Portugal maintenaient contre les mouvements anti-libéraux du carlisme et du miguelisme, respectivement. Le traité fut complété en août avec la signature de plusieurs « articles additionnels » qui intensifièrent l’aide matérielle pour le maintien du trône d’Isabelle II, incluant l’envoi de troupes volontaires — entre 1835 et 1837, une légion auxiliaire britannique composée de 10 000 hommes combattit les carlistes au Pays basque, tandis que la France et le Portugal envoyèrent de petits contingents —.

#### Presse et imprimerie: apparition de l’opinion publique
Un autre élément clé de la transition politique envisagée par le gouvernement fut le décret sur la presse et l’imprimerie promulgué en janvier 1834 et complété d’un règlement spécifique en juin de la même année. Le préambule du décret affirmait qu’il s’inspirait, comme la politique générale du gouvernement, d’un moyen terme entre l’« illimitée liberté de la presse » et « les entraves et restrictions qu’elle a subies jusqu’ici ». Ainsi, bien que le décret stipulât les matières qui feraient l’objet d’une censure préalable, il fut suivi de l’apparition de deux journaux politiques voués à un grand avenir : El Vapor, de Barcelone, et El Eco del Comercio, de Madrid. Des écrivains et journalistes commencèrent à être remarqués, comme Mariano José de Larra, Ramón Mesonero Romanos ou Serafín Estébanez Calderón et c’est ainsi qu’apparut l’opinion publique, au nom de laquelle « journaux et journalistes libéraux réclamaient un changement politique dont, selon eux, le Statut royal devait être le point de départ et non l’objectif final », comme le pensait le gouvernement de Martínez de la Rosa.

#### La milice et le peuple
Le gouvernement entreprit également d’autres réformes, comme celle de l’Administration civile et judiciaire de l'État qui supprima les conseils d’Ancien Régime. La plus importante fut la réimplémentation de la Milice nationale du Triennat libéral, mais sous le nom de « Milice urbaine » (« Milicia Urbana ») pour éviter que l’on puisse penser à un retour pur et simple au libéralisme. Il s'agissait de se doter d'un corps de sécurité de volontaires pour remplacer celui des Volontaires royalistes, qui avait été désarmé tout au long de 1833. Le gouvernement établit dans le décret de sa création du 16 février des critères très stricts pour entrer dans le corps pour s’assurer que seules les classes moyennes propriétaires et professionnelles y figureraient. Néanmoins, ceci n’empêcha pas que de nombreux membres des classes populaires urbaines — le « peuple » par excellence dans la terminologie libérale de l’époque —, si bien que les urbanos — comme le corprs était désigné populairement — joua un rôle très actif en faveur du changement dans les crises sociales et politiques qui se produisirent dans les mois et années suivantes.
Le protagonisme croissant du peuple fut mis au premier plan lors de la tuerie de religieux à Madrid en juillet 1834 (es). Entre le 17 et le 18 juillet, au milieu d’une terrible épidémie de choléra qui sévissait dans la capitale, une rumeur l'attribua au fait que les frères avaient empoisonné les puits. Le peuple furieux assaillit plusieurs couvents et assassina 73 religieux. Parmil les inculpés figurèrent 26 militaires et 23 urbanos, et la grande majorité des accusés avaient un statut social inférieur — seuls 6 sur 133 étaient mentionnés avec le titre de « don », à l’époque utilisé comme ligne de division culturelle —.

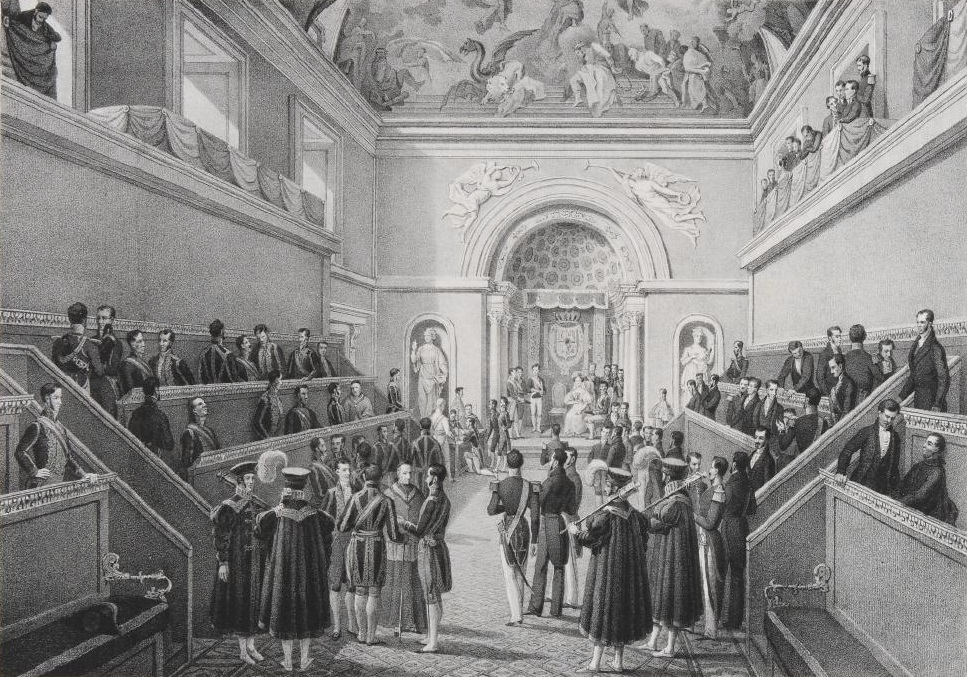
Ouverture des sessions des Cortès du Statut royal par la régente Marie-Christine le 24 juillet 1834.

#### Blocage des procureurs et démission de Martínez de la Rosa
Le 24 juillet 1834, une semaine après la tuerie, la régente Marie-Christine — fortement corsetée afin de dissimuler sa grossesse de cinq mois, fruit du mariage morganatique qu’elle avait fait trois mois après la mort de Ferdinand VII avec le Guardia de corps (es) Agustín Fernando Muñoz y Sánchez, ce qui compromettait la légitimité de la cause isabelline — inaugura la session des nouvelles Cortès. Le discours de la régente, reçu avec une grande froideur, donna lieu quelques jours plus tard à une réponse de l’Ordre des procureurs dans laquelle ils dénonçaient le « notable état de dépression et de misère » dans lequel se trouvait la nation comme conséquence du « système atrabilaire » du règne antérieur. De la sorte, il devint évident que la politique de transition contrôlée défendue par le gouvernement de Martínez de la Rosa allait rencontrer une forte opposition dans l’Ordre des procureurs, en dépit du fait que, selon un observateur de l’époque, 111 d’entre eux étaient favorables au gouvernement et 77 se trouvaient dans l’opposition et souhaitaient aller beaucoup plus loin.
Ces derniers, parmi lesquels d’anciens députés aux Cortès du Triennat libéral qui avaient passé des années en exil, utilisèrent le droit de pétition reconnu dans le Statut royal pour exiger du gouvernement, entre autres mesures, la reconnaissance des « droits politiques des Espagnols » sur lesquels s’appuie « tout gouvernement représentatif ». Le gouvernement répondit en dissolvant les Cortès de façon anticipée le 29 mai 1835, après une session parlementaire tourmentée à l’issue de laquelle Martínez de la Rosa « fut victime de plusieurs tentatives d’agression de la part de groupes exaltés ». Ce dernier démissionna quelques jours plus tard.

### Gouvernement du comte de Toreno et révoltes libérales de l’été 1835

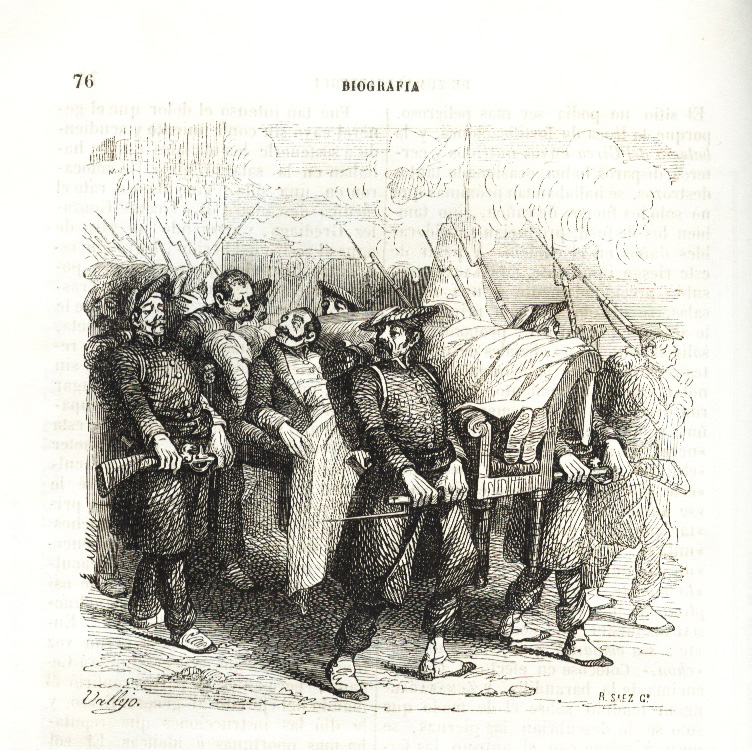
Tranposrt de Tomás de Zumalacárregui blessé.

La guerre ne prenait pas une tournure très favorables aux cristinos, étant donné que les milices carlistes du Pays basque et de Navarre avaient réussi à s’organiser en une authentique grâce au colonel Tomás de Zumalacárregui — nommé par Charles de Bourbon « maréchal de camp de mes Armées » —. Les forces carlistes en étaient arrivées à dominer presque tout le territoire des deux régions — à l’exception des quatre capitales de province —, ce qui leur permit de construire un embryon d’État carliste, à la tête duquel se mit le roi prétendant Charles V, qui était entré en Espagne en traversant la frontière française le 9 juillet 1834. Les carlistes tentèrent alors de prendre leur première ville importante, ce qui donnerait au prétendant un important triomphe militaire et jouerait en faveur de sa propagande. En juin 1835 commença le siège de Bilbao (1835) (es), au cours duquel mourut Zumalacárregui — qui s’était opposé à cette action et avait au contraire défendu une attaque sur Vitoria qui serait suivie d’une offensive dans les terres castillanes —. Le site de Bilbao échoua, étant levé le 1er juillet par les troupes gouvernementales. De plus, ces dernières vainquirent les carlistes dans la bataille de Mendigorría (es), en Navarre, la plus importante de toute la guerre.

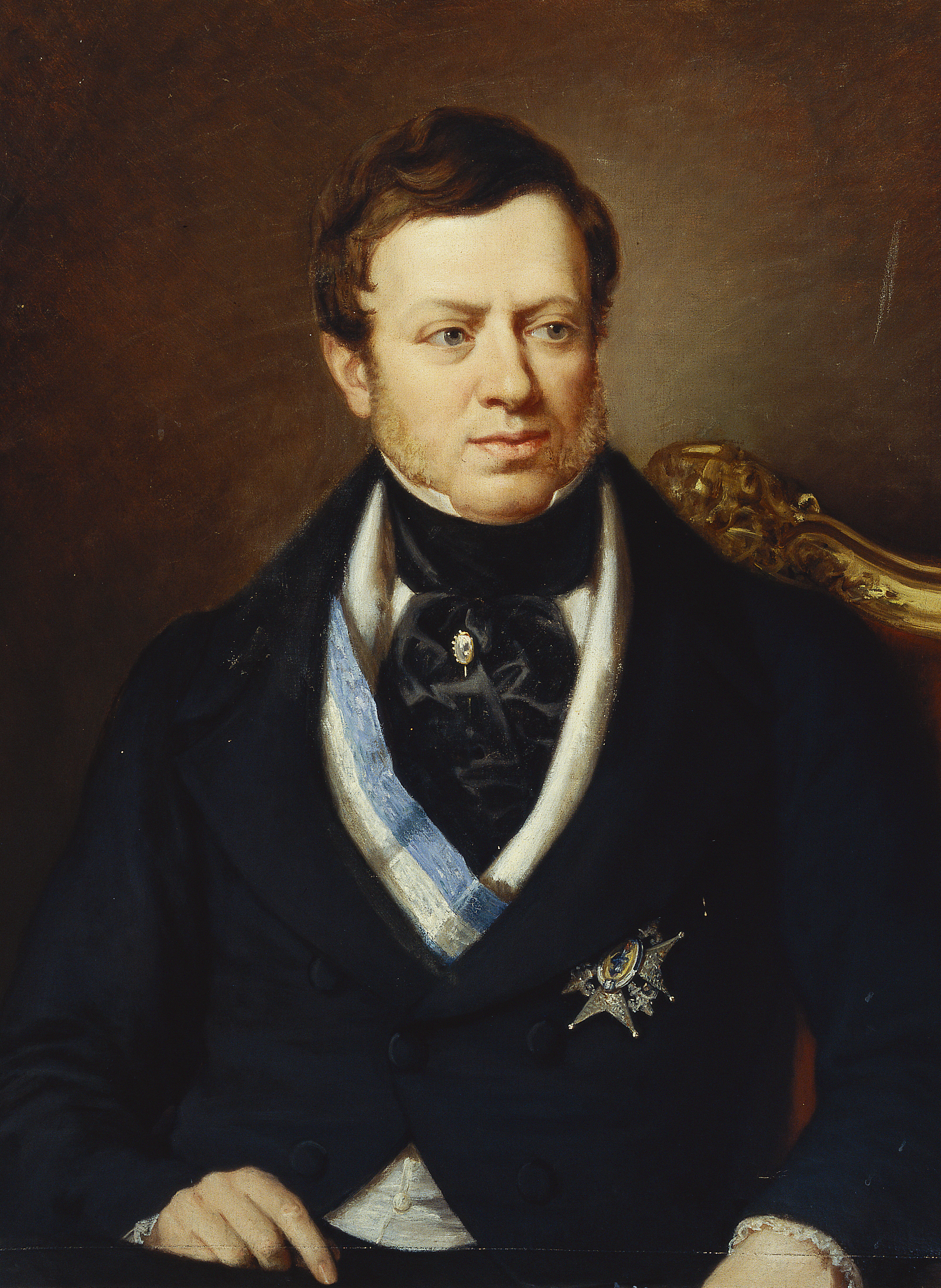
José María Queipo de Llano, VIIe comte de Toreno.

Les revers initiaux dans la guerre et la dure opposition rencontrée par le gouvernement à l’Ordre des procureurs, obligèrent le régente à ouvrir davantage le régime. En ce sens, elle nomma le 6 juin 1835 le nouveau secrétaire d’État avec fonctions de chef du gouvernement le plus libéral comte de Toreno, qui inclut dans son cabinet comme ministre du Budget Juan Álvarez Mendizábal, un libéral et financier exilé à Londres, proche des exaltés du Triennat libéral. Selon Juan Francisco Fuentes, « la promotion de Toreno au poste de président du gouverenement et la nomination de Mendizábal — tous deux des personnages de longue et inéquivoque trajectoire libérale — supposaient une claire accélération du processus de transition vers le libéralisme entamé après la mort de Ferdinand VII ».
En juillet éclatèrent des émeutes anticléricales (es) en Catalogne, dont les faits les plus graves eurent lieu à Reus et à Barcelone, avec des incendies de couvents et des assassinats de frères. Elles furent suivies de révoltes libérales et anti-carlistes qui s’étendirent dans toute l’Espagne et furent accompagnées de la formation de comités (ou juntes) — comme en 1808 et en 1820 — qui assumèrent le pouvoir de fait, certaines exigeant même la convocation de Cortès constituantes. Comme l’affirma l’écrivain et homme politique libéral Manuel José Quintana à son ami Lord Holland : les juntes sont « la méthode que nous avons en Espagne pour faire les révolutions ». C'est ainsi que les émeutes devinrent une insurrection politique.
L’extension du mouvement juntero à tout le pays entraîna la chute du gouvernement de Toreno le 14 septembre. Il fut remplacé par Mendizábal, qui avait intégré le cabinet quelques jours auparavant après un long voyage depuis Londres, passant par Paris, Bordeaux et Lisbonne. Juan Francisco Fuentes souligne à propos du mouvement juntero l’importance du rôle de la Milice nationale comme bras armé de la révolte, la nature anti-cléricale de la violence, la peur du carlisme, la participation des classes populaires urbaines, quelques revendications économiques comme la suppression de l’impopulaire derecho de puertas — impôt indirect sur certains produits de première nécessité — et un programme de changement politique plus ou mois générique, mais d’une tonalité clairement progressiste, comme la demande d’élections constituantes.

## La Révolution libérale (1835-1837)

### Gouvernement de Mendizábal (septembre 1835-mai 1836)

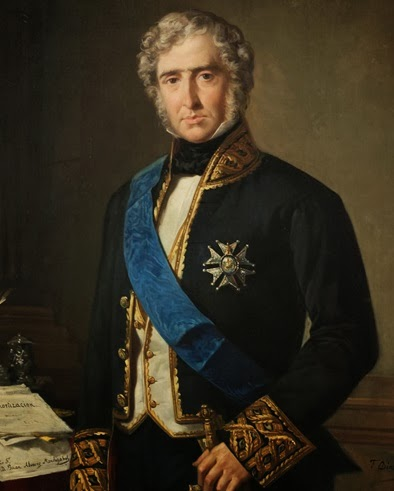
Juan Álvarez Mendizábal.

À la suite du changement d’exécutif et de la convocation d'élections à Cortès le 28 septembre par le nouveau gouvernement de Mendizábal, les majorités des juntes se démobilisèrent, bien que restant dans l’attente et maintenant leur réclamation d’une assemblée constituante « qui forment et établissent un Code fondamental qui fixe les droits et les devoirs du peuple espagnol » — comme le proclama la junte de Jaén —, car « les Espagnols ne veulent pas paraître libre, mais l’être » — comme déclara celle de Cadix —. Mendizábal procéda à la dissolution des juntes en les intégrant dans les députations provinciales créés par un décret du 21 septembre.
Dans le manifeste qu’il adressa à la régente Marie-Christine, Mendizábal ne remit pas en question le régime du Statut royal, mais il avertit qu’il se proposait de garantir, avec les « prérogatives du trône », « les droits et devoirs du peuple », et se fixa trois objectifs prioritaires : rétablir le « crédit public » — les finances —, résoudre « une fois pour toutes » le problème « des couvents et monarstères », et mettre une « rapide et glorieuse fin » sans aide étrangère « à cette guerre fratricide, qui est la honte et l’ignominie du siècle dans lequel nous vivons ». Les premier et troisième objectifs — budget de l’État et guerre carliste — furent étroitement liés au second — établissements religieux — : il décréta le désamortissement de tous les biens des ordres religieux, l’État obtenant via cette vente les ressources dont il avait besoin pour solder sa dette et gagner la guerre.
Le désamortissement de Mendizábal commença avec un décret le 19 février 1836 qui déclarait « biens nationaux » les propriétés des couvents et monastères supprimés par le gouvernement antérieur du comte de Toreno, qui le 25 juillet 1835 avait ordonné la fermeture des établissements religieux abritant moins de douze religieux — qui étaient la majorité —. Ces biens seraient vendus aux enchères public et le produit de sa vente serait utilisé pour réduire la dette. La mesure fut complétée avec les décrets des 5 et 9 mars 1836, lesquels ordonnaient la suppression de tous les couvents et monastères ; on « légalisait » ainsi les exclaustrations de facto menées à terme par les juntes — à ce moment, seule une trentaine de couvents sur près de 2 000 que comptaient auparavant l'Espagne restaient ouverts —. L’exclaustration des ordres religieux et le désamortissement de leurs biens provoqua une vive réaction de l’Église catholique, qui rompit les relations avec l’État espagnol — le nonce du Saint Siège à Madrid quitta le pays —, tandis que de nombreux membres du clergé régulier exclaustrés, ainsi qu’un certain nombre du clergé séculier, rejoignirent le camp carliste.
Toutefois, Mendizábal n'affronta pas les urgences financières de l'État avec le produit du désamortissement, mais avec de nouvelles opérations de crédit dans les bourses étrangères. Il augmenta également la pression fiscale à travers un réseau basé sur la nouvelle division provinciale, ce qui « ne supposa par une réorganisation globale et définitive du budget, qui devra attendre l'arrivée de Mon au cours de la décennie suivante ». Mendizábal adopta de plus d’autres mesures qui supprimaient des instructions et normes juridiques de l'Ancien Régime, comme les preuves de noblesse ou la Mesta.
Le chef du gouvernement renoua également avec la tradition libéral en rebaptisant la milice urbaine comme « Garde nationale », dont les effectifs doublèrent en quelques mois pour atteindre 400 000 hommes, et en réhabilitant la mémoire de Rafael del Riego, dont le pronunciamiento en 1820 avait marqué le début du régime constitutionnel et qui avait été exécuté trois ans plus tard sur ordre de Ferdinand VII. D'autre part, pour accélérer la fin de la guerre, il appela 100 000 nouvelles recrues, mais il ne parvint à en réunir que la moitié.
À partir de l’été 1835, tandis qu’au Pays basque et en Navarre les forces carlistes et cristinas se trouvaient en équilibre relatif, un second noyau carliste s’était trouvé consolidé dans certaines zones d’Aragon, du Pays valencien et du sud de la Catalogne, à la tête duquel se trouvait l’ancien séminariste Ramón Cabrera, surnommé « le tigre du Maestrat » et dont le centre d’opérations se trouvait à Cantavieja (dans la province de Teruel).
Toutefois, son style personnaliste de gouvernement — en plus du portefeuille d'État, associé à la présidence de l'exécutif, il avait assumé ceux du Budget, de la Guerre et de la Marine — suscita l'opposition à son encontre aux Cortès, pas seulement de la part du Parti modéré, de la part d’un nombre important de procureurs qui l'avaient soutenu jusqu’alors — dont certaines figurent prééminentes comme Antonio Alcalá Galiano et Francisco Javier Istúriz —, comme il put le constater avec le rejet de sa proposition de nouvelle loi électorale — les procureurs postulaient par districts et non par provinces, comme le souhaitait Mendizábal —. Le chef du gouvernement réagit en dissolvant les Cortès le 27 janvier 1836 et en convoquant de nouvelles élections. Celles-ci donnèrent un triomphe aux partisans de Mendizábal ou exaltés — nom qui les reliait aux libéraux exaltés du Triennat libéral —, qui furent tout de suite connus sous le nom de « Parti progressiste » — nom proposé en mai 1836 par Salustiano de Olózaga et qui fut accepté par le reste des procureurs sympathisants —. Assez vite, les progressistes apparurent comme divisés, ce qui, avec les problèmes financiers et la prolongation de la guerre, provoqua la chute du gouvernement Mendizábal en mai 1836. la régente Marie-Christine justifia sa destitution en prétextant de son désaccord avec sa proposition de nommer pour certains hauts responsables militaires des partisans du libéralisme, dont certaines avaient déjà rempli d’importantes fonctions au cours du Triennat libéral de 1829-1823. le 15 mai 1836, la régente nommait Francisco Javier Istúriz, un ancien progressiste dorénavant proche du modérantisme, à la tête du gouvernement.

### Révolution de 1836 — Rétablissement de la Constitution de 1812
Prévisiblement, dès qu'il se présenta le 22 mai devant les Cortès, le gouvernement d’Istúriz fut vaincu, si bien que la régente lui octroya le décret de dissolution afin qu'il convoque de nouvelles élections. Celles-ci furent célébrées à la mi-juillet et supposèrent un grand triomphe pour le gouvernement, consacrant ainsi une « règle » qui n’eut que peu d’exceptions dans l’Espagne libérale, à savoir : « les élections sont toujours gagnées par le gouvernement qui les convoque ».
Les progressistes répondirent en lançant une série de révoltes populaires dans différentes villes, dans de nombreux cas menées par des membres de la Garde nationale, qui s’étendirent dans tout le pays et furent accompagnées de débuts d’insurrections de certaines unités militaires. Le 26 juillet, la milice nationale de Malaga se soulevait, suivie par Cadix le 28 et le 31 par Grenade. Lors des premiers jours du mois d’août eurent lieu une série de soulèvements à Séville, Saragosse, Huelva, Badajoz, Valence ou La Corogne. Plusieurs unités de l'Armée du Nord se prononcèrent, ce qui culmina avec le pronunciamiento de la milice nationale à Madrid, qui reçut un appui militaire. À cette situation d’insurrection libérale s'ajouta l'expédition carliste dirigée par le général Miguel Gómez Damas, qui parcourut l'espagnol lors de cet été 1836 sans que les cristinos parviennent à l'empêcher, ce qui accrut le discrédit du gouvernement et attisa davantage encore l’ardeur des libéraux exaltés qui s'étaient rebellés contre lui.
Comme lors de l'été antérieur, ils formèrent des juntes révolutionnaires qui défiaient l'autorité du gouvernement et qui réclamèrent ouvertement et de façon pratiquement unanime le rétablissement de la Constitution de 1812. C'est dans ce contexte de insurrectionnel qu'eut lieu la mutinerie de la Granja de San Ildefonse du 12 août, au cours de laquelle un groupe de sergents de la garnison de Ségovie et de la Garde royale se soulevèrent dans le palais royal de la Granja de San Ildefonso, où se trouvait Marie-Christine, et obligèrent le régente à restaurer la Constitution de Cadix. Deux jours plus tard, elle nommait un gouvernement libéral progressiste, présidé par José María Calatrava, mais avec Mendizábal de nouveau au portefeuille du Budget. Cela marqua le triomphe de la révolution libérale en Espagne.

### Gouvernement Calatrava-Mendizábal: fin de l’Ancien Régime et Constitution de 1837

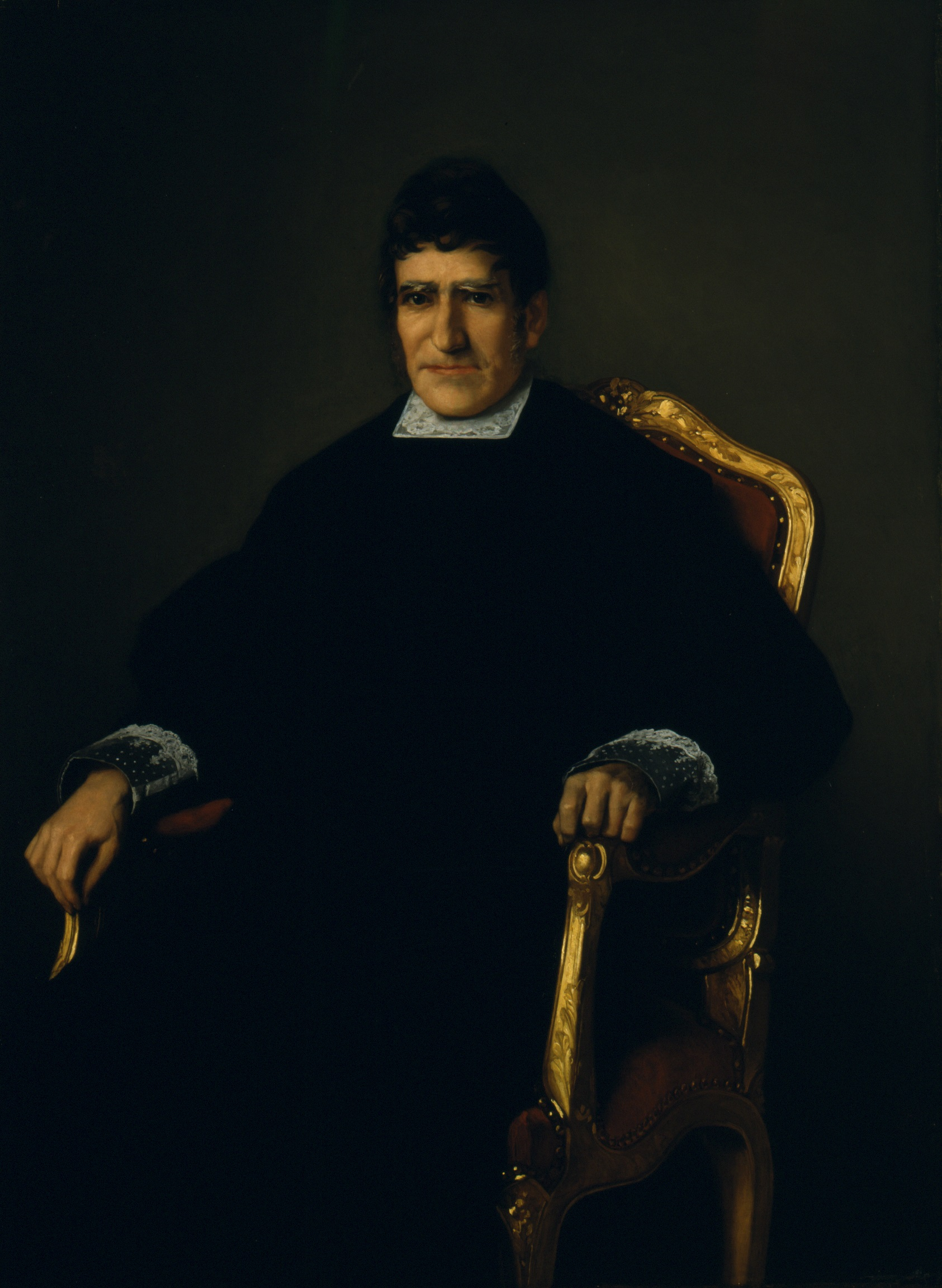
José María Calatrava.

La conséquence la plus importante de la mutinerie des sergents à La Granja fut le rétablissement de la Constitution de 1812, qui mit fin à la « transition depuis le haut » du régime du Statut royal et rouvrit le processus de la « révolution espagnole » : commencé en 1810 par les Cortès de Cadix et interrompu en 1814 par le coup d’État absolutiste du roi Ferdinand VII, repris lors du Triennat libéral à partir de 1820 et de nouveau annulé par le roi après l’intervention de l’armée française en 1823. Avec la Constitution, les lois et décrets des Cortès de Cadix et du Triennat entrèrent de nouveau en vigueur — législation des municipalités, fin du majorat, liberté d’imprimerie, etc. —, ce qui déboucha sur l'abolition définitive de l’Ancien Régime en Espagne (es).
La continuité entre le nouveau gouvernement et la révolution entamée en 1810 était incarnée par le président de l’exécutif lui-même, José María Calatrava, qui avait été député aux Cortès de Cadix, ministre libéral exalté au cours du Triennat libéral et, à cause de ceci, réprimé lors des deux restaurations absolutistes.
Toutefois, Calatrava et Mendizábal pensaient tous deux que la Constitution de 1812 devait être réformée pour la mettre en adéquation avec un moment historique totalement distinct à celui de 24 ans auparavant. C’est la principale tâche que s’assignèrent les Cortès inaugurées en octobre 1836, convoquées par le gouvernement quelques jours après avoir assumé le pouvoir conformément à la normative électorale de la Constitution de Cadix, bien différente du Statut royal car elle reconnaissait le suffrage universel masculin — mais indirect à trois degrés — ; les représentants élus redevenaient des « députés » et non plus des procureurs (« procuradores »). L’autre objectif de la réforme fut de doter le régime constitutionnel d’une « stabilité dont il avait manqué jusqu'alors », ce qui supposait que les progressistes, bien que jouissant d’une large majorité dans la Chambre, devaient parvenir à un consensus avec le Parti modéré au sujet de la réforme afin d’établir l’alternance pacifique au pouvoir des deux partis dynastiques (es).

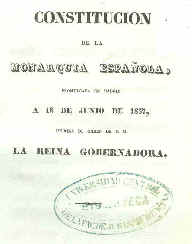
Couverture de la Constitution de 1837.

Finalement, les Cortès approuvèrent une nouvelle Constitution, beaucoup plus concise que celle de 1812, qui fut promulguée en juin 1837, culminant ainsi la construction du nouvel ordre social et politique libéral du nouveau régime. La Constitution recueillait les principaux éléments du programme progressiste : la souveraineté nationale — bien que n’apparaissant que dans le préambule et non dans le corps des articles —, la liberté d'imprimerie sans censure préalable, la Milice nationale ou le jury pour les délits d’imprimerie. La Constitution contenait toutefois deux concessions importantes aux modérés : le bicamérisme — les Cortès étant formées par le Congrès des députés (Chambre basse) et par le Sénat (Chambre haute) — et le renforcement des pouvoirs et prérogatives de la Couronne — qui jouissait, par exemple, de la faculté d’interposer le véto absolu aux lois (et pas temporaire, comme dans la Constitution de 1812) —. D’autres thèmes qui divisaient progressistes et modérés, comme l’ampleur du suffrage censitaire, le fonctionnement des municipalités ou le pouvoir judiciaire, restèrent hors de la Constitution, leur régulation étant remise dans des lois ordinaires à venir.
Quelques personnalités importantes du modérantisme reconnurent le caractère conciliateur de la nouvelle Constitution. Nicomedes Pastor Díaz l’appela « transaction entre tous les partis ». Pour José Posada Herrera, il s’agissait d’une « transaction légitime entre la Constitution de 1812 et le Statut royal ». Ou encore dans les mots de Francisco Martínez de la Rosa, « l’ancre d’espoir pour sauver le navire de l’État ».

## Triennat modéré et fin de la guerre carliste (1837-1840)

### Chute du gouvernement Calatrava — Carlistes aux portes de Madrid
À partir de l’été 1835, les carlistes tentèrent d’étendre la guerre à de nouveaux territoires, mais sans atteindre cet objectif. La plus importante des trois expéditions qu’ils réalisèrent fut l’Expédition royale (es), ainsi nommée car elle était menée par Charles de Bourbon en personne. Le prétendant partit de Navarre en mai 1837 à la tête de 12 000 hommes, parcourut la Catalogne et le Maestrat, incorporant les forces carlistes de la zone, arriva à proximité de Valence et, à la mi-août, se planta aux portes de Madrid — Arganda del Rey et Vallecas —. Les motivations de l’Expédition royale, à la différence des expéditions carlistes antérieures, étaient plus politiques que militaires étant donné qu’ils répondaient aux contacts maintenus entre représentants de Marie-Christine — « inquiète » de la tournure de la révolution libérale en Espagne — et de l’infant Charles pour mettre fin à la guerre, sous la protection de la cour du royaume de Naples, qui sympathisait avec la cause carliste.
Apparemment, l’accord entre Charles et Marie-Christine consistait en la dénommée « réconciliation dynastique » des deux branches des Bourbon avec le futur mariage de Charles-Louis de Bourbon, fils de Charles, avec Isabelle II, âgée de 6 ans. Josep Fontana affirme que la régente s’était engagée à céder la Couronne à Charles, à condition que celui-ci la libère des révolutionnaires, d’où « la suite de frères et de courtisans qui l’accompagnaient pour occuper les postes du gouvernement et de l’administration une fois qu’il accèderait au pouvoir ». Mais lorsque l’infant arriva aux portes de Madrid, la situation politique avait changé, étant donné que le gouvernement progressiste de Calatrava avait chuté, et la régente « espérait reconduire la situation politique par la voie modérée sans le recours ultime à l’accord avec le prétendant » ; les pressions du général Baldomero Espartero, opposé à cet accord et partisan de résoudre plus tard le conflit en termes militaires — par la force des armes ou un accord entre les généraux des deux camps —, y contribuèrent également.
Le gouvernement Calatrava avait chuté par suite d’un soulèvement militaire mené par la brigade de Juan Van Halen, cantonnée à Aravaca et appartenant à l’armée du général Espartero, qui exigea la démission du gouvernement en alléguant l’impaiement de soldes et des problèmes de promotion. Au 12 avril, ce n’était plus seulement l'Expédition royale qui menaçait Madrid mais une colonne carliste commandée par le général Zaratiegui qui, après avoir pris et mis à sac Ségovie, avançait depuis le nord vers la capitale. Le gouvernement démissionna et la régente offrit la présidence de l’exécutif au général Espartero, qui n’accepta pas mais parvint à contrôler la situation et mettre fin aux menaces des carlistes, qui durent repartir au nord sans avoir atteint leurs objectifs. Le 18 août, le modéré Eusebio Bardají fut nommé en remplacement de Calatrava et convoqua immédiatement des élections pour le 14 septembre et se doter ainsi de Cortès favorables.
Selon Ángel Bahamonde et Jesús A. Martínez, les causes de la chute du gouvernement Calatrava étaient « les ennuis financiers, les revers de la guerre, avec sa séquelle de soldes de militaires et d’employés publics retardés, les dissension dans le camp progressiste et surtout parce que les secteurs du modérantisme appuyés par la Régente, renforcée dans son rôle par la nouvelle Constitution, qui n’a pas oublié les évènements de La Granja, créèrent l’atmosphère hostile à un gouvernement qui fermait et symbolisait le cycle de 1812, par sa trajectoire personnelle et la portée de sa politique ».
Les élections de septembre 1837 furent les premières célébrées sous la Constitution de 1837 et selon les normes de la nouvelle loi électorale approuvée le 20 juillet 1837, qui était revenue au suffrage censitaire — rejetant ainsi le suffrage universel masculin, indirect, consacré dans la Constitution de 1812 —, si bien que le droit de vote fut réduit aux propriétaires. Le Parti modéré obtint une large majorité à l’issue de ce scrutin, mais en raison de la division des modérés en différentes factions, le gouvernement Bardají ne dura que trois mois et fut remplacé le 16 décembre par le comte d’Ofalia, ancien collaborateur de Calomarde. Ce nouveau gouvernement dura jusqu’à début septembre 1838, lorsqu’il fut contraint à démissionner, entre autres raisons à cause de l’échec de la levée du siège sur Morella, assaillie par les carlistes de Ramón Cabrera. Après un bref cabinet présidé par le duc de Frías, Evaristo Pérez de Castro occupa la prédidence le 9 décembre 1838, qui avait déjà été ministre modéré au cours du Triennat libéral. Son gouvernement fut celui du Triennat modéré qui resta le plus longtemps en fonction — plus d’un an et demi —, jusqu’au 27 juillet 1840.
Selon Juan Francisco Fuentes, les facteurs déterminant de l’instabilité politique du Triennat modéré, en dépit de la majorité dont bénéficiaient les modérés au Parlement furent les divisions internes des modérés, par exemple autour de leur acceptation de la Constitution de 1837, les favoritismes qui régnaient dans la vie intérieure du parti, les ingérences continues de la Couronne dans la vie politique et le sentiment des progressistes d’être injustement tenus à l’écart du pouvoir.

### Convention d'Ognate et défaite du carlisme

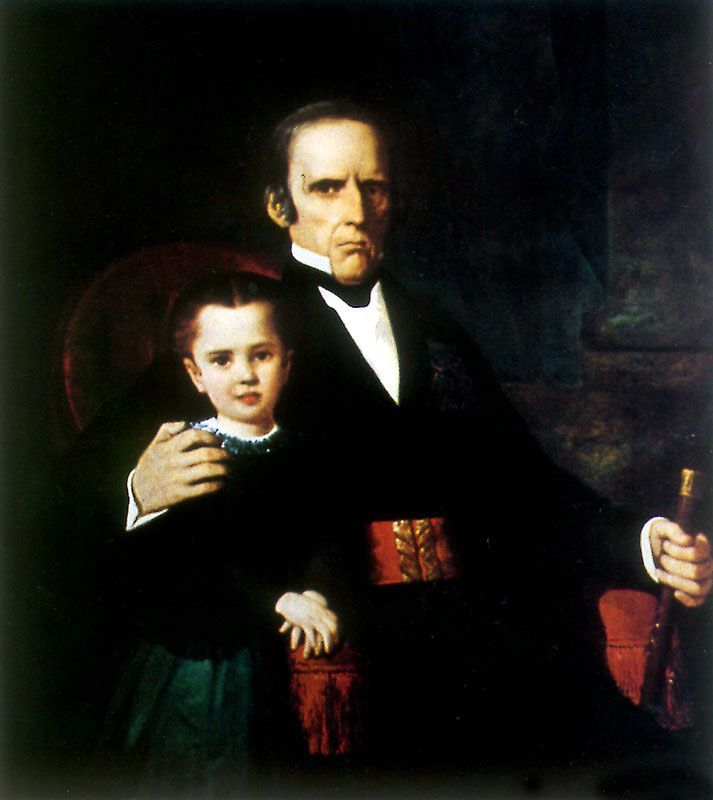
Le général carliste Rafael Maroto.

Après l’échec de l'Expédition royale de l'été 1837, la lassitude causée par la guerre et l'épuisement des ressources provoqua une division dans les rangs du carlisme entre « transactionnistes » — ceux qui ne croyaient plus qu’ils pourraient la guerre et, par conséquent, étaient partisans de parvenir à un accord avec les cristinos —, menés par le général Rafael Maroto, et les « apostoliques » — partisans d’une résistance jusqu'au-boutiste —, qui avaient le soutien de l’infant Charles. Quelques rares voix s’élevèrent également dans les rangs des libéraux, défendant une sortie négociée à la guerre, comme le comte de Toreno, qui dans un discours devant les Cortès en janvier 1838 affirma : « si avec transaction et oubli se concluait la guerre civile, qu’elle se conclue ».
Tandis que le découragement se diffusait au Pays basque et en Navarre, dans les deux autres noyaux carlistes — Aragon-Valence et l’intérieur de la Catalogne — consolidaient et étendaient leurs positions. En Catalogne, à partir de la prise de Berga en juillet 1837 se constitua la Junte royale supérieure gouvernative de la Principauté de Catalogne, qui régirait le territoire catalan sous domination carliste, essentiellement dans les Pyrénées et les Pré-Pyrénées. En Aragon et dans l’ancien royaume de Valence, c’est la ville de Morella, prise par Cabrera en janvier 1838, qui devint la nouvelle capitale carliste de la zone d’où le général dirigea un embryon d’État absolutiste.
Début 1839, des tensions éclatèrent au sein des carlistes au Pays basque et en Navarre. En février, à Estella
(Navarre) furent fusillés plusieurs officiers accusés d’ourdir un complot contre Maroto. L’infant Charles annonça la destitution du général mais ne tarda pas à revenir sur sa décision, ce qui supposa un renforcement de l’autorité de Maroto. Au cours de ce même mois de février, des contacts furent entamés, dans le dos du prétendant, entre Maroto et le général Espartero, chef de l’Armée du Nord. Le 25 août, Maroto rendait publique sa proposition pour parvenir à un accord, ses prétentions initiales étant sensiblement revues à la baisse. Deux jours plus tard le prétendant le destitua mais Maroto, qui avait le soutien de l’armée du Guipuscoa et de la Biscaye, signa un accord avec Espartero le 29 août, scellé deux jours plus tard avec l’embrassade des deux généraux dans la plaine de Bergara — qui passerait à l’histoire sous le nom de « Abrazo de Vergara » —. L’accord stipulait que l’armée carliste devait se rendre et, en échange, on garantissait à ses officiers le droit à s’incorporer dans l'Armée de la Monarchie. De plus, Espartero s’engageait à défendre les fors des provinces basques et de la Navarre devant les Cortès.
La convention d’Ognate ne fut pas reconnue par l’infant et prétendant Charles ni par plusieurs milliers de combattants carlistes apostoliques, qui franchirent la frontière avec la France en accompagnant leur roi le 14 septembre 1839 avec l’espoir de rejoindre les terres catalanes et valenciennes pour y poursuivre la lutte, étant donné que ni la Junte de Berga, présidée par le comte d’Espagne, ni le général Cabrera n’avaient accepté l'accord signé par le « traître Maroto » — ni le reste des insurgés d’autres territoires, dispersés et peu nombreux —.
La fin du bastion carliste basco-navarrais permit de concentrer l'offensive des troupes gouvernementales — environ 40 000 hommes commandés par le général Espartero — sur les deux autres foyers carlistes. Début mai 1840, ils occupaient Cantavieja (province de Teruel) et le 30 la « capitale carliste » de Morella. Cabrera se replia vers la Catalogne et, le 6 juillet 1840, traversait la frontière avec les derniers combattants carlistes, mettant fin à la première guerre carliste. Les quelque 15 000 hommes vinrent grossir les rangs de l'exil carliste en France — environ 26 000 en octobre 1840 — sont une preuve de la force du carlisme, même au moment de sa défaite. On peut aussi y voir la graine du resurgissement de ce mouvement contre-révolutionnaire, comme cela arrivera en 1846 et, surtout, la 1872.

## «Révolution de 1840» et fin de la régence de Marie-Christine

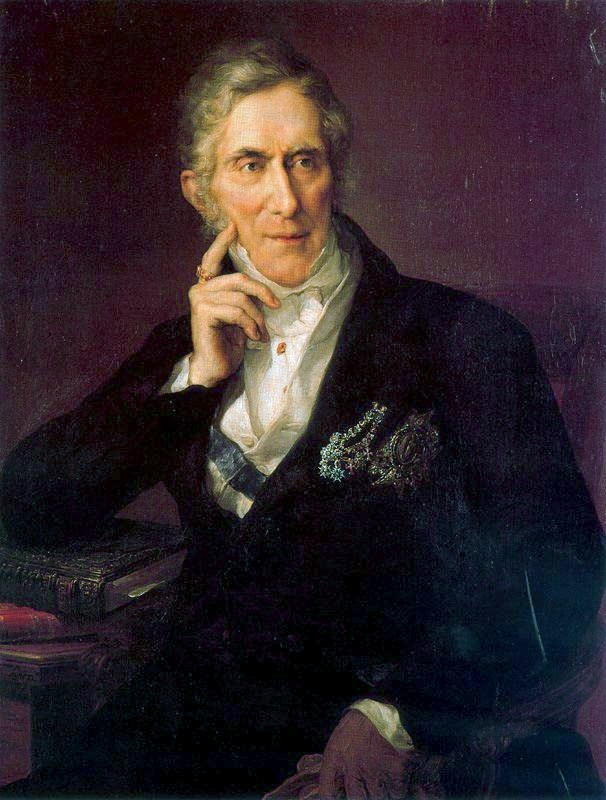
Evaristo Pérez de Castro, président du gouvernement modéré qui défendit la loi sur les municipalités de 1840.

L’idée d’une alternance pacifique au pouvoir entre modérés et progressistes appuyée sur la Constitution de 1837 fut abandonnée lorsque le gouvernement modéré d’Evaristo Pérez de Castro, après la victoire électorale des progressistes aux élections de juin 1839, ne démissionna pas pour céder le pas à un nouveau gouvernement en accord avec la majorité des Cortès. Au lieu de cela et en connivence avec la régente, il suspendit tout d’abord les sessions des Cortès puis les dissolut pour convoquer de nouvelles élections en janvier 1840, qui donnèrent elles une majorité modérée. Pérez de Castro justifia la dissolution des Cortès par la nécessité de « consulter la volonté nationale » dans les nouvelles circonstances apparues à la suite de l’accord de Bergara.
La rupture entre modérés et progressistes s’aggrava lorsque le gouvernement de Pérez de Castro présenta devant les nouvelles Cortès récemment inaugurées un projet de loi sur les municipalités. Dans ce dernier, en plus de diminuer les compétences municipales, la nomination des maires échoyait au gouvernement, qui le choisirait parmi les conseillers élus, de façon directe dans les capitales de province et à travers les chefs politiques provinciaux dans les autres cas. De la sorte, le maire passait du statut de « représentant populaire à délégué du pouvoir central ».
Selon Juan Francisco Fuentes, le gouvernement modéré prétendait « saper le pouvoir municipal et, avec lui, l’influence politique des progressistes ». Pour sa part, Jorge Vilches considère que l’opposition radicale des progressistes à cette loi était due à l’importance de la figure du maire dans l'élaboration des listes électorales et dans l’organisation, la direction et la composition de la milice nationale. Cela leur fit craindre de voir leurs possibilités d’accéder au gouvernement par des élections pratiquement réduites à zéro, et cela mettrait la milice dans les mains des modérés, dont l’existence pour les progressistes était essentielle, soucieux de contrôler les droits du peuple. Josep Fontana affirme que la loi sur les municipalités « était pensée pour affaiblir les appuis populaires dont disposaient les progressistes » et ainsi empêcher qu’« ils puissent revenir dans le futur au pouvoir ».
Les progressistes alléguèrent que le projet du gouvernement était contraire à l’article 70 de la Constitution, si bien qu’ils eurent recours à la pression populaire durant le débat de la loi. Une algarade à Madrid se termina avec l’invasion des tribunes de l’hémicycle du Congrès des députés, d’où furent criées des insultes aux modérés. Lorsque le loi fut approuvée le 5 juin sans admettre leurs amendements, ils choisirent de se retirer de la Chambre, mettant en cause la légitimité du Parlement. Les progressistes commencèrent immédiatement une campagne depuis la presse et les mairies pour que la régente ne sanctionne pas la loi, en la menaçant de rébellion. Lorsqu’ils virent que Marie-Christine était disposée à la signer, ils adressèrent leurs demandes au général Espartero, le personnage le plus populaire du moment après son triomphe dans la guerre contre les carlistes, et qui se montrait plus proche du progressisme que du modérantisme, afin qu’il évite la promulgation de cette loi contraire à l’« esprit de la Constitution de 1837 ». L’énorme popularité dont jouissait Espartero — le « pacificateur de l’Espagne » — fut mise en évidence lorsqu’il fit son entrée triomphale à Barcelone le 14 juin 1840.
La régente se rendit alors à Barcelone, avec la jeune Isabelle, à l’occasion de prétendues vacances pour soulager les douleurs dermatologiques de l’enfant, et s’entretint avec Espartero. Celui-ci, pour accepter la présidence du Conseil des ministres, exigea que Marie-Christine ne sanctionne pas la loi sur les municipalités. Ainsi, lorsque la régente signa la loi le 15 juin 1840 — elle refusa de faire marche arrière après avoir annoncé publiquement son intention de ratifier la loi, ce qui aurait signifié une soumission à Espartero —, le général lui présenta la rénonciation à tous ses grades, emplois, titres et décorations. Le gouvernement de Pérez de Castro démissionna le 18 juillet et fut remplacé le 28 août, après trois cabinets éphémères, par un autre modéré Modesto Cortázar.
À Barcelone et Madrid, les altercations entre modérés et progressistes, entre partisans de la régente et d’Espartero, se succédèrent. Dans cette situation, Marie-Christine quitta Barcelone, régie par les progressiste et où elle n’avait pas trouvé l’appui qu’elle escomptait, et se rendit à Valence. Espartero tenta de feindre de défendre la régente, et dicta le 22 juillet un arrêté dans lequel il déclarait l’état de siège à Barcelone, qui fut levé le 26 août.
À partir du 1er septembre 1840, de nouvelles révoltes progressistes éclatèrent dans toute l’Espagne, avec la formation de juntes révolutionnaires défiant l’autorité du gouvernement. La première à se constituer fut celle de Madrid, menée par le conseil municipal lui-même, qui publia un manifeste dans lequel il justifiait sa rébellion comme une défense de la Constitution de 1837 menacée, et exigeait la suspension de la loi sur les municipalités, la dissolution des Cortès et la nomination d’un gouvernement « composé par des hommes décidés ». Une Junte centrale fut formée immédiatement, présidée par le conseiller municipal de Madrid, Joaquín María López, ancien ministre du gouvernement progressiste de Calatrava et ancien président des Cortès élues en 1837.

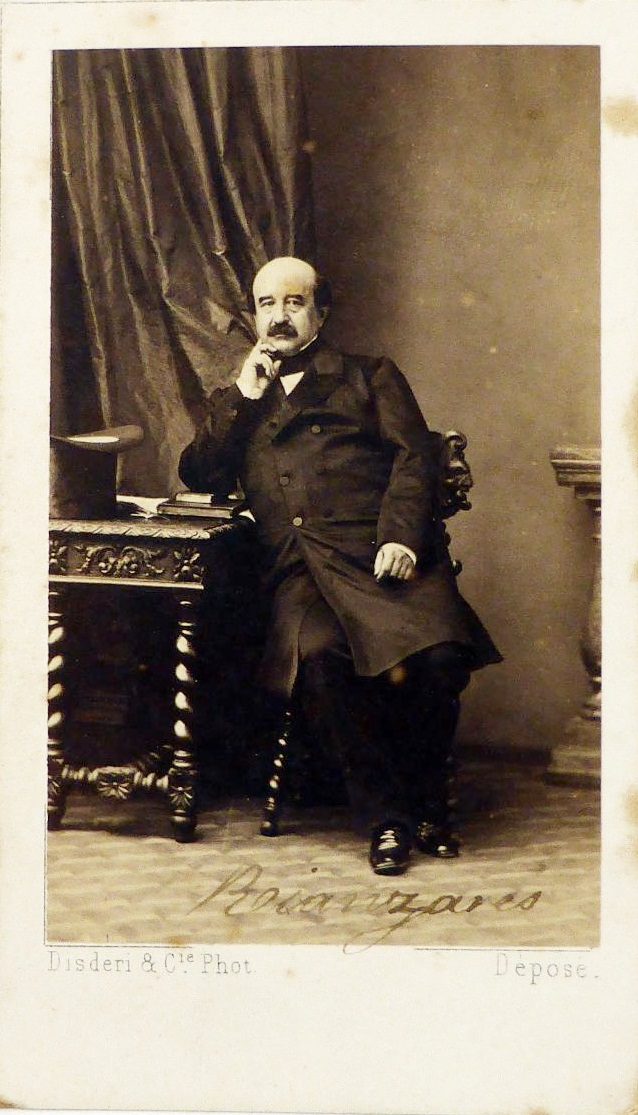
Agustín Fernando Muñoz y Sánchez, mari morganatique de la régente Marie-Christine de Bourbon.

Le 5 septembre, Marie-Christine ordonna depuis Valence au général Espartero de se rendre à Madrid pour en finir avec la rébellion — qui serait connue comme la « révolution de 1840 » —, mais celui-ci « refusa avec de bons mots, qui contenaient, au fond, tout un programme politique : la reine devait, selon lui, signer un manifeste dans lequel elle s’engagerait à respecter la Constitution, à dissoudre les Cortès (modérées) et à soumettre celles qui seraient élues à la révision des lois approuvées dans la dernière législature, parmi elles, implicitement, la Loi sur les municipalités. Dix jours plus tard Marie-Christine n’eut d’autre recours que de nommer président du gouvernement le général Espartero dans l’espoir de freiner la marée révolutionnaire qui s’était emparée du pays ».
Le général Espartero, après sa nomination, s’adressa à Madrid où il négocia avec la Junte central la fin de la rébellion. Par la suite, il voyagea à Valence pour présenter à la régente le gouvernement qu’il avait désigné le 8 octobre et le programme qu’il allait développer.
L’entretien au lieu le 12 octobre 1840. Au cours de celui-ci, la régente communiqua à Espartero sa décision d’abandonner la régence et de lui confier le soin de ses filles : Isabelle II et sa sœur Louise-Fernande de Bourbon. Selon Juan Ignacio Fuentes, « à ce stade, l’intention d’Espartero et des notables du parti progressiste était de forcer Marie-Christine à partager la régence […]. D’où la surprise du général et ses demandes afin qu’elle reconsidère sa posture ». Toutefois, Jorge Vilches affirme que l’intention d’Espartero et des progressiste était que Marie-Christine renonce à la régence ; il en veut pour preuve un écrit envoyé par le général à la régente, dans laquelle il affirmait qu’elle ne pouvait rester à la tête de la nation dont il disait qu’elle avait perdu la confiance, en référence à son mariage secret avec Agustín Fernando Muñoz y Sánchez, trois mois après la mort de son époux le roi Ferdinand VII.
Le même jour, le 12 octobre 1840, Marie-Christine signait sa renonciation à la régence — et la convocation d’élections — et le 17 octobre elle embarquait à Valence pour Marseille, pour commencer un exil — volontaire selon Juan Francisco Fuentes ; forcé selon Jorge Vilches — qui durerait trois ans. Selon Josep Fontana, la régence « rejeta à Valence les conditions qu’on exigeait d’elle et décida de renoncer à la régence et de s’exiler en France, non pour se retirer de la politique, mais pour conspirer depuis là-bas avec plus de sécurité », comme l’illustra le pronunciamiento modéré de 1841, qui échoua et dont elle était l’instigatrice.